# Дровер, Глен
Глен Дровер — канадский гитарист родом из Оттавы. На данный момент проживает в Торонто. Дровер хорошо известен как бывший соло-гитарист Megadeth и King Diamond, а также как один из основателей и гитарист Eidolon, с 1993 по 2007 годах.

## Карьера
Ещё ребенком начал играть на гитаре. Под влиянием Тони Макалпина, Эла Ди Меолы, Рэнди Роадса, Грега Хоу, Майкла Ромео, Джорджа Линча, Уоррена Демартини и Дэвида Гилмора братья создают в 1996 году треш/пауэр-метал-группу Eidolon.

### King Diamond (1998—2000)
В 1998 году Глен вступает в группу King Diamond и участвует в записи студийного альбома House of God.

### Megadeth (2004—2008)
В 2004 году музыкант вступает в треш-метал-группу Megadeth вместе со своим братом Шоном Дровером. Он участвует в записи альбома United Abominations, в котором делит все соло-партии с Мастейном и в соавторстве с ним сочиняет одну песню.
Несмотря на занятость в связи с записью песен для Megadeth, Дровер записал соло к песне «Emotional Coma» шведской метал-группы Lion's Share. Он записал его у себя дома в Канаде и послал музыкальный файл в Швецию.
В январе 2008 года Дровер покидает Megadeth, чтобы больше времени уделять своей семье, а также из-за личных разногласий с участниками группы. Его последний концерт в составе группы состоялся в городе Брисбен, Австралия 18 ноября 2007 года.

### Testament
22 октября 2008 года участники группы Testament объявили, что Дровер заменит на время тура по Мексике их гитариста Алекса Сколника, который был занят в Trans-Siberian Orchestra. Также Глен заменил Сколника на концерте в Чикаго 2016 года. 

## Дискография

### Eidolon
- Zero Hour (1996)
- Seven Spirits (1997)
- Nightmare World (2000)
- Hallowen Aparation (2001)
- Coma Nation (2002)
- Sacred Shrine (2003)
- Apostles of Defiance (2003)
- The Parallel Otherworld (2006)

### Megadeth
- The System Has Failed — не участвует в записи альбома, но можно увидеть его в клипах Of Mice And Men и The Scorpion (2004)
- Arsenal of Megadeth (2006)
- That One Night: Live in Buenos Aires (2007)
- United Abominations (2007)

### King Daimond
- House of God (2000)

### Northern Light Orchestra
- Northern Light Orchestra (2010)

### Metalusion
- Metalusion (2011)
- Between Sea And Sky (2014)

### Walls of Blood
- Imperium (2019)